# Иероним (Мочевич)
Епи́скоп Иерони́м (серб. Епископ Јероним, в миру Синиша Мочевич, серб. Синиша Мочевић; 26 сентября 1969, Сараево, Босния и Герцеговина — 24 ноября 2016, Нови-Сад, Сербия) — епископ Сербской православной церкви, епископ Егарский, викарий Бачской епархии.

## Биография
Окончил начальное и среднее образование в родном городе.
21 ноября 1990 года в Архангельском монастыре близ Ковиля был пострижен в монашество с именем Иероним.
27 января 1991 года епископом Бачским Иринеем (Буловичем) был рукоположен во иеродиакона.
Сделал большой вклад в восстановление благолепия богослужений в Ковильской обители, благодаря чему она стала широко известна. Некоторое время провёл в Монастыре Григориат на Афоне, где вникал в святогорский монашеский дух и учился древнему богослужебному порядку.
26 июля 1999 года был возведен в сан архидиакона.
В 2002 году окончил курс обучения на Богословском факультете Белградского университета.
22 июня 2003 года в Ковильском монастыре епископом Бачским Иринеем был рукоположен в сан иеромонаха.
Продолжая богословское образование, провёл несколько лет в Папском восточном институте в Риме, где получил в 2005 году степень магистра богословия по итогам исследований в области литургики. Также совершенствовал свой французский язык в Центре прикладной лингвистики в Безансоне, Франция.
В 2008 году, в праздник святого апостола Филиппа, митрополитом Митилинским Иаковом (Франдзисом) в храме святой Филофеи в Смирне (Измир), Турция, был возведён в сан архимандрита.
Был поставлен в духовника в день памяти пророка Илии в Лесбосском Ильинском монастыре в Греции митрополитом Иконийским Феолиптом (Фенерлисом).
В том же году завершил курс немецкого языка в Венском университете, Австрия.
Ко времени архиерейского избрания писал докторскую диссертацию по литургическому богословию.
23 мая 2014 года решением Архиерейского Собора Сербской Православной Церкви был избран епископом Егерским, викарием Бачской епархии.
28 сентября того же года в Георгиевском кафедральном соборе города Нового Сада был рукоположён во епископа Егерского, викария Бачской епархии. Архиерейскую хиротонию совершили: Патриарх Сербский Ириней, митрополит Камерунский Григорий (Стергиу) (Александрийская православная церковь), митроолит Ларисский Игнатий (Лаппас) (Элладская православная церковь), митрополит Илионский Афинагор (Дикеакос) (Элладская православная церковь), митрополит Китрский Георгий (Хрисостому) (Элладская православная церковь), митрополит Загребско-Люблянский Порфирий (Перич), а также архиепископ Катарский Макарий (Маврояннакис) (Иерусалимская православная церковь), епископ Сафитский Димитрий (Шарбак) (Антиохийская Православная Церковь), епископ Бачский Ириней (Булович), епископ Британско-Скандинавского Досифей (Мотика), епископ Осечско-Польский Лукиан (Владулов), епископ Враньский Пахомий (Гачич), епископ Шумадийский Иоанн (Младенович), епископ Браничевский Игнатий (Мидич), епископ Далматинский Фотий (Сладоевич), епископ Горнокарловацкий Герасим (Попович), епископ Крушевацкий Давид (Перович), епископ Брегалницкий Марк (Кимев), епископ Стобийский Давид (Нинов), епископ Тимокский Иларион (Голубович), епископ Средне-Европейский Сергий (Каранович), епископ Моравичский Антоний (Пантелич) и епископ Австрийско-Швейцарский Андрей (Чилерджич).
Скончался 24 ноября 2016 года в больнице в городе Нови-Сад. Похоронен на монастырском кладбище Ковильской обители.
Кроме родного сербского владел греческим, итальянским, французским, русским, немецким и английским языками.